# Walter Besig

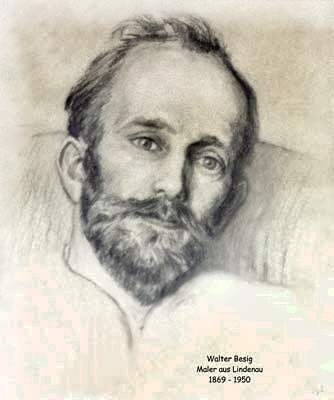
Ein Porträt gemalt von seiner Frau, Mary Lloyd

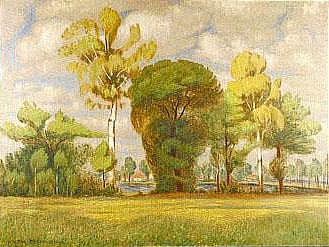
Gemälde von Walter Besig: Sommerlandschaft (1923); Öl auf Rupfen

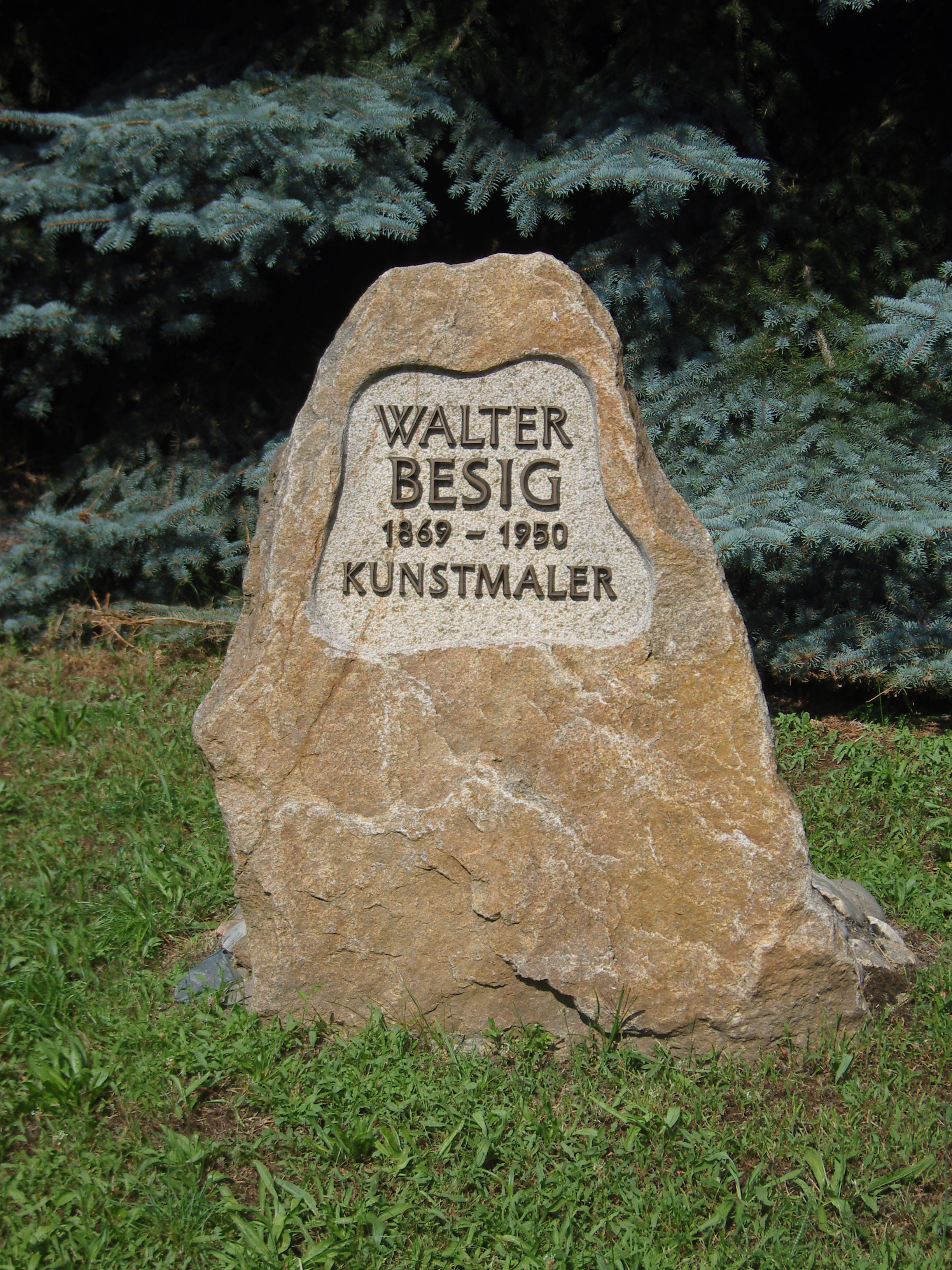
Gedenkstein für Besig in Lindenau

Walter Besig (* 7. Oktober 1869 in Mückenberg, Landkreis Liebenwerda, Provinz Sachsen; † 1. Mai 1950 in Lindenau, Landkreis Hoyerswerda, Sachsen) war ein deutscher Maler.

## Leben
Walter Besig wurde 1869 als Sohn des Maschinenbauers Louis Eduard Besig geboren. Seine Mutter Clara Mathilde war die Tochter des Tierarztes Gottlob Breitling. Sein Heimatort Mückenberg, heute als Lauchhammer-West Stadtteil von Lauchhammer, lag im äußersten Osten der preußischen Provinz Sachsen an der Grenze zur Niederlausitz (Provinz Brandenburg).
Nach seinem Besuch der Neustädter Realschule in Dresden musste Walter Besig den Beruf eines Kaufmanns erlernen und er absolvierte von 1884 bis 1888 eine kaufmännische Lehre an der höheren Handelsschule in Dresden. Anschließend bewarb er sich gegen den Willen seines Vaters an der Dresdner Kunstakademie, wo er Meisterschüler von Prof. Friedrich Preller dem Jüngeren war. Später lebt er nahe Dresden in Goppeln, dessen Künstlerkolonie zu einem Begriff in der Kunstgeschichte wurde. Hier arbeitete er mit Künstlern, wie Georg Müller-Breslau, Otto Fischer und war mit Carl Bantzer befreundet. Zum kleinen Kreis gehörten Namen wie Gotthardt Kuehl (dem er später in die Künstlergruppe Die Elbier folgte), Carl Bantzer, Robert Sterl, Max Seliger, der später Direktor der Leipziger Kunstakademie wurde, und weitere namhafte Künstler. 
Von 1896 bis 1901 unternahm er u. a. mit Otto Fischer und Georg Müller-Breslau mehrere Reisen ins Riesengebirge. Danach hielt er sich nur noch kurze Zeit in Dresden auf, wo 1905 das im Jugendstil gemalte Bild Herbststurm entstand, für welches er ausnahmslos gute Kritiken erhielt. Im gleichen Jahr unternahm er eine Reise nach Italien, was sich in seinen Bildern niederschlägt. Man erkennt seine Liebe zur Großräumigkeit und die Bilder des Künstlers wurden farbintensiver. In Italien lernt er die amerikanische Kunstmalerin Mary Scott Lloyd aus Ramapo, Rockland County, NY kennen und heiratete sie. 
Von 1907 bis 1910 unternahm er eine Reise in die USA und kehrte mit der Urne seiner plötzlich verstorbenen Frau zurück. Die Landschaftsbilder, die er um Suffern schuf, lassen die Eigenartigkeit seines neuen Aufenthaltsorts erkennen. Immer öfter hielt er sich im kleinen, damals zur Provinz Schlesien gehörenden Oberlausitzer Dorf Lindenau auf, obwohl sein Wohnort weiterhin Dresden blieb. 1912 heiratete er (Elisabeth Ida Flatter). Seine letzte Ruhestätte befindet sich auf dem örtlichen Friedhof.
Anlässlich seines 50. Todestages im Jahr 2000 arbeitete der Heimatverein Lindenau das Lebenswerk des Malers auf. Auf einer kleinen öffentlichen Grünfläche gegenüber seinem ehemaligen Wohnhaus befindet sich ein Gedenkstein.
Sein künstlerisches Schaffen war stark durch seine Heimatverbundenheit geprägt. Daher gilt er neben Hans Nadler als Schradenmaler (Heimatmaler des Landstrichs um Schraden). Auf dem Gemälde „Kalmusteich“ hat er beispielsweise die heimatliche Idylle, gerade einmal 100 Meter von seinem Wohnhaus entfernt, festgehalten.

## Zitate über Walter Besig
- Marianne Krause, Diplomarbeit 1988

„Walter Besig war einer der jungen Maler, die nach neuen Möglichkeiten in der Malerei suchten. Dresden erlebt erstmal Werke der Freilichtmalerei und der Malereien französischen Impressionisten.“
„In seiner Art malte Besig hier mit kräftigen Farben und lebhaftem Pinselstrich. Er fängt, wie es die Impressionisten taten, wunderschön die Lichtverhältnisse ein. Die Farbgebung ist sonnig, sie ist bereichert durch expressionistische Erkenntnisse, ohne daß sie dabei den Gegenstand im Flimmern der Atmosphäre auflöst.“

## Werke (Auswahl)
| - Vorfrühling in Goppeln, Öl 1894 - Ein hochstämmiger Rosenstrauch - Salesche, Öl 1889 - Pappeln am Fluß - Skizze einer Negerin im Profil - Kalmusteich in Lindenau, 1942 - Salesche, Öl, 1892, Privatbesitz - Vorfrühling in Goppeln, Öl, 1894, Privatbesitz der Familie, stark beschädigt, 65×105 - Zwischen Felsen, Öl, ohne Jahr, 136×147, Kunstsammlung Lausitz, Senftenberg - Gesteinsblöcke, Riesengebirge, Öl, Privatbesitz - Riesengebirge, Öl, 1938 - Vorfrühling, Öl, ohne Jahr, 80×69, Kunstsammlung Lausitz, Senftenberg - Birken im Riesengebirge, Öl, Privatbesitz - Dämmerung unter Eichen, Öl, 1903, 80×67, Kunstsammlung Lausitz, Senftenberg - Am Waldsaum, Riesengebirge, Öl, 1900, 78×67, Kunstsammlung Lausitz, Senftenberg - Alte Kiefern mit Rehwild, Öl, 131×128, Kunstsammlung Lausitz, Senftenberg - Aus dem Skizzenbuch, Riesengebirge, 1903, Kohle (weiß gehöht), Privatbesitz der Familie - Skizze: Riesengebirge, Kreide, weiß gehöht, Privatbesitz der Familie - Riesengebirge, Öl, 55×75, Privatbesitz der Familie - Felsenburg, Riesengebirge, 1902, Öl, 100×105, Kunstsammlung Lausitz, Senftenberg - Capri, 1905, Öl, Verbleib unbekannt - Capri, 1906, Öl, 66×88, Kunstsammlung Lausitz, Senftenberg | - Felsentrümmer am Meer, Capri, ohne Jahr, Öl, Verbleib unbekannt - Capri, Öl, 1905, Kunstsammlung Lausitz, Senftenberg - Capri, Felsenburg, 1906, Öl, Verbleib unbekannt - Skizze, Italien, Privatbesitz - Tivoli, 1906, Öl, Verbleib unbekannt - Odysseus, dem Meere entronnen, Capri, Öl, 1905, Verbleib unbekannt - Unter alten Oliven, Pastell, 1905, 64×81, Kunstsammlung Lausitz, Senftenberg - Alte Oliven in Tivoli, Öl, 1906, 88×113, Kunstsammlung Lausitz, Senftenberg - Amerika, Öl, Privatbesitz BRD - Amerika, Öl, Privatbesitz BRD - Amerika, 1909, Öl, Privatbesitz BRD - Aus dem Skizzenbuch, 18. März 1909, Kreide, Privatbesitz der Familie - Skizzen in den USA, 1909 - Skizze, Bleistift (weiß gehöht) wahrscheinlich seine Frau Mary - Skizze, 15. Juni 1910, Wohnhaus - Landschaft, Pastell, 1909, Kunstsammlung Lausitz, Senftenberg - Tanzendes Mädchen unter alten Bäumen, Öl, 1905 - Abendstimmung mit Pappeln, Öl, ohne Jahr, Kunstsammlung Lausitz, Senftenberg - Alte Scheunen am Kalmusteich, Skizze, Pastell (weiß gehöht) - Ein Motiv des Kalmusteiches, Pastell (weiß gehöht) - Schraden, Pastell, 1901, 95×71, Kunstsammlung Lausitz, Senftenberg - Abendsonne, Öl, ohne Jahr, 73×88, Kunstsammlung Lausitz, Senftenberg |